# Nocona Hills
Nocona Hills – jednostka osadnicza w Stanach Zjednoczonych, w stanie Teksas, w hrabstwie Montague.